# Aponychus firmianae
Aponychus firmianae är en spindeldjursart som först beskrevs av Ma och Yuan 1965.  Aponychus firmianae ingår i släktet Aponychus och familjen Tetranychidae. Inga underarter finns listade i Catalogue of Life.